# Włoszczowa
Włoszczowa est une ville de Pologne, située dans la région du Świętokrzyskie à 50 km de Kielce. Elle est le siège du powiat de Włoszczowa. 

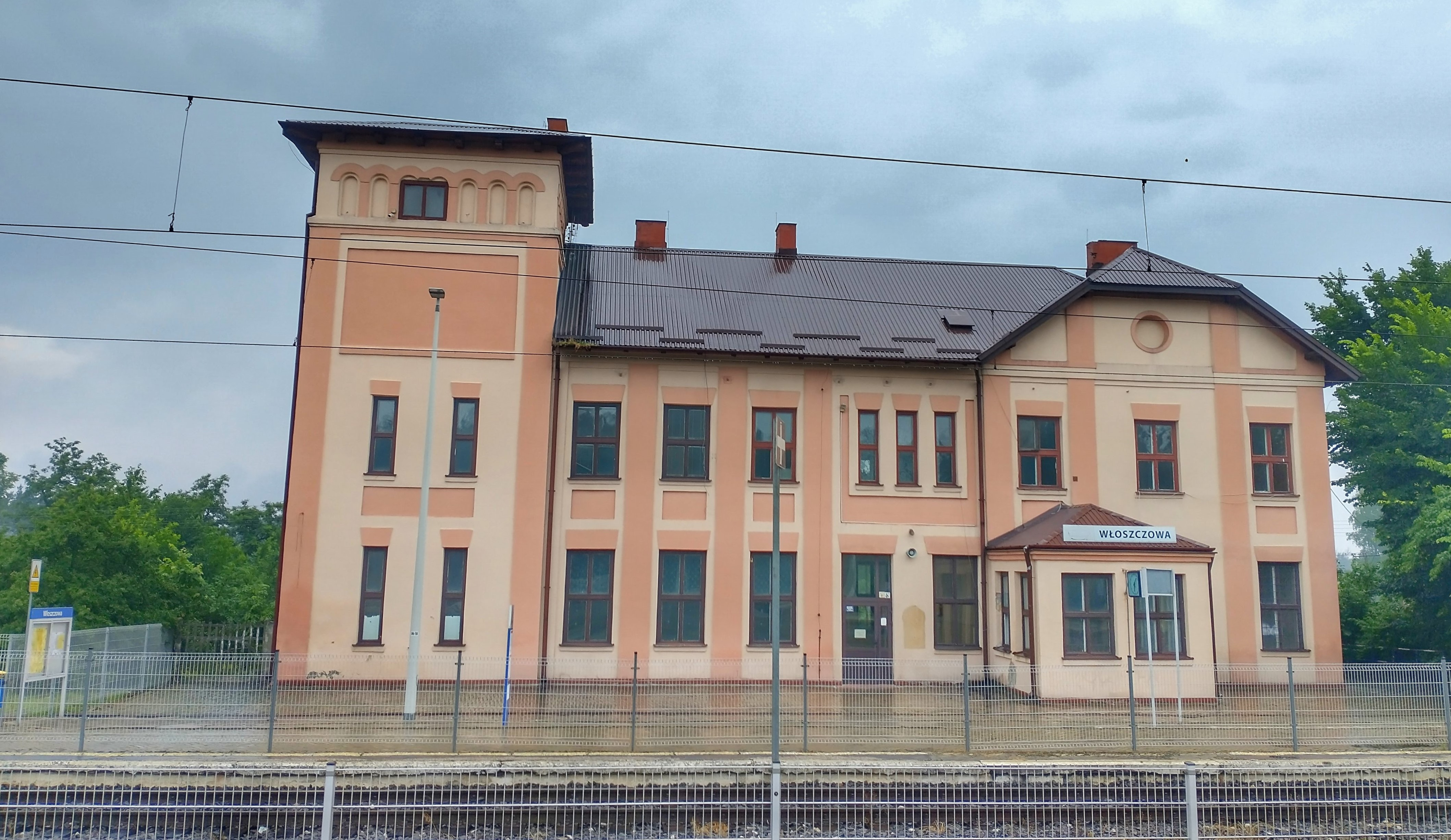
La gare ferroviaire de Wloszczowa

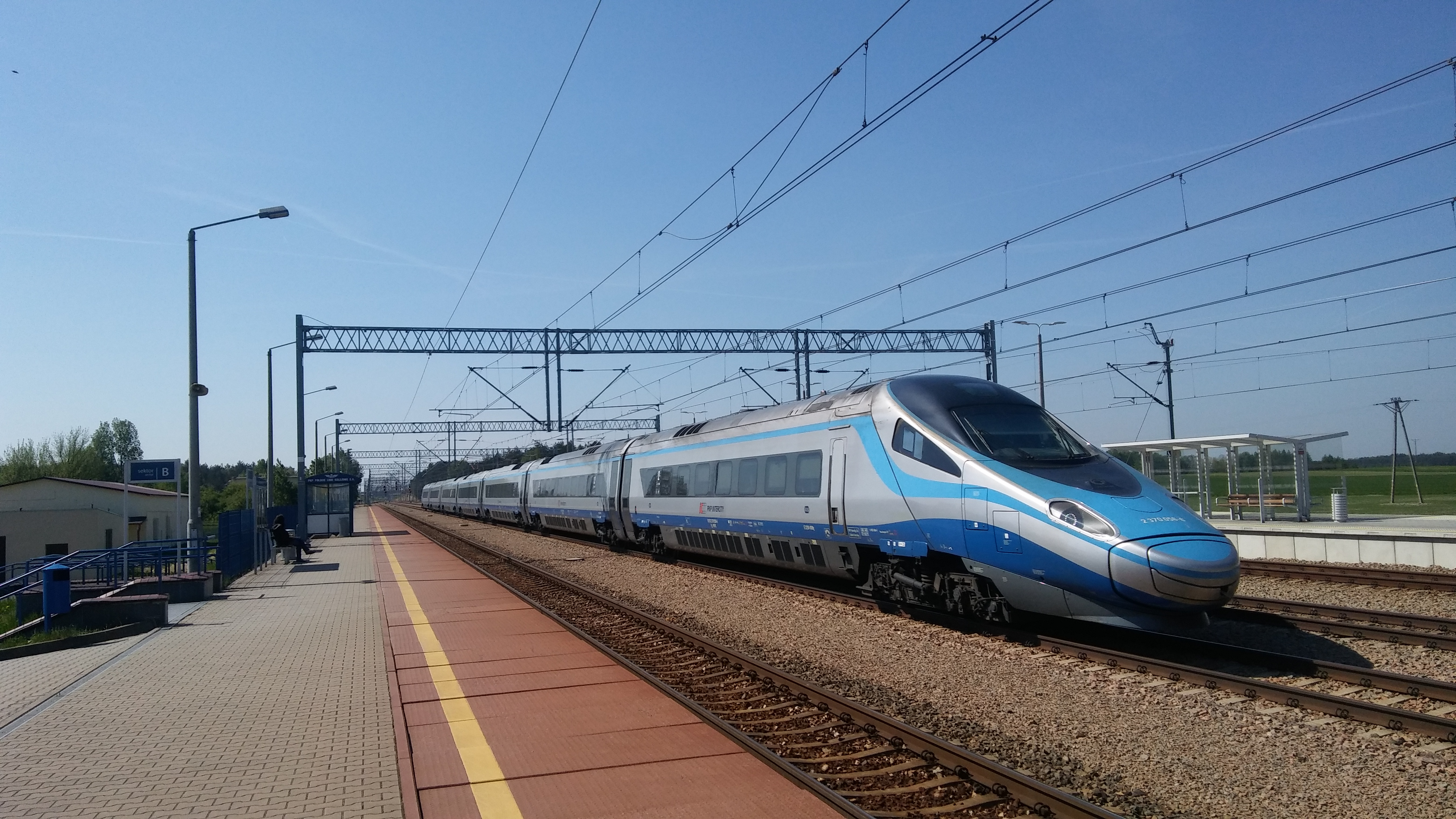
Le train Pendolino à la gare de Włoszczowa Północ.

## Jumelages
- Illintsi (Ukraine)
- Le Passage (France)